# 부여 무량사 오층석탑 출토유물
부여 무량사 오층석탑 출토유물(扶餘 無量寺 五層石塔 出土遺物)은 1971년 무량사 오층석탑(보물 제185호)에 대한 해체·복원 작업중 발견된 9점의 유물이다. 1983년 9월 29일 충청남도의 유형문화재 제100호로 지정되었다.

## 개요
1971년 무량사 오층석탑(보물 제185호)에 대한 해체·복원 작업중 발견된 9점의 유물이다.
석탑 1층 몸돌에서 아미타불좌상을 주존으로 한 금동제 삼존불이 나왔고, 3층 몸돌에서도 금동보살좌상 1구가 발견되었다. 5층 몸돌에서는 사리구가 발견되었다.
금동제 삼존불의 본존인 아미타좌상은 높이 33.5cm로, 얼굴을 앞으로 수그린 자세에 오른손은 어깨 앞으로 들어 엄지와 중지를 맞대고, 왼손도 엄지와 중지를 맞댄 손모양을 하고 있다. 관음보살좌상은 아미타불의 좌측에 있으며, 아미타불과 같은 자세를 취하고 있다. 높이는 25.9cm로 3개의 산모양 관 중앙에 부처가 새겨 있고, 늘어진 목걸이 장식이 화려하다. 손모양은 같으나 방향이 다르다. 지장보살좌상은 높이 26cm로 관음보살과 모습은 같으나 삼산관이 없고 손모양이 반대이다.
3층 몸돌내에서 발견된 금동보살좌상은 높이 35.2cm로, 관과 두 손이 파손되었다.
5층 몸돌에는 청동 외합과 내합이 들어있는 사리구가 발견되었다. 내합 안에는 수정으로 된 작은 병, 다라니경, 자단나무와 방분향으로 가득 차 있다. 수정병 안에는 청색 사리가 1개 들어 있었다.

## 도난 및 회수
금동아미타여래좌상은 보물 제185호인 부여 무량사 오층석탑의 해체 보수 중에 발견된 불상 4구 중 하나다. 이들 불상 4구는 충남 유형문화재 제100호로 지정됐다가 1989년 7월 13일 전부 도난되었다. 이중 3구는 2001년 2월 절도범을 검거하면서 회수되었고, 나머지 불상 1구는 인천 송암미술관의 신고로 되찾았다. 이 유물은 조선 전기 불교조각사 연구에 귀중한 자료로 평가된다.

## 사진

## 같이 보기
- 부여 무량사 오층석탑 - 보물 제185호
- 부여 무량사 오층석탑 출토 금동불상 일괄 - 보물 제2060호

## 참고 자료
- 무량사오층석탑출토유물 - 국가유산청 국가유산포털